# Vitis californica
Vitis californica Benth., 1844 è una pianta appartenente alla famiglia Vitaceae originaria della California e dell'Oregon.
L'uva selvatica californiana cresce lungo torrenti e fiumi e prospera in zone umide; tuttavia, come la maggior parte delle altre piante autoctone della California, può sopportare periodi di aridità ambientale.

## Descrizione
Vitis californica è una vite a foglie caduche che può raggiungere una lunghezza di oltre 10 m.
Si arrampica su altre piante o è coprente sul terreno.
In autunno le foglie assumono molte sfumature di colore, arancio e giallo.
I grappoli sono di piccole dimensioni, gli acini sono molto piccoli con polpa commestibile, ma spesso acida; gli acini di colore viola hanno maturazione tardo estiva, autunnale.
L’uva può essere trasformata in gelatina o succo eccellente. Le uve forniscono un'importante fonte di cibo per una varietà di animali selvatici, in particolare per gli uccelli, e il fogliame della pianta fornisce una copertura spessa e protettiva.
Le viti sono comuni lungo le rive del fiume Sacramento.

## Coltivazione
L'uva è selvatica, forte e resistente; è una delle specie di Vitis usate come portainnesto resistente alle malattie radicali.
In alcune aree in cui la pianta non è originaria ha la capacità di diventare invasiva.
V. californica è coltivata come pianta ornamentale. L'interessante forma e colore delle foglie e le rigogliose ramificazioni rampicanti rendono questa specie una pianta decorativa da giardino. 
In California, ed in regioni aride, è adatta alla coltivazione senza cure, per la sua resistenza ed il vigore in condizioni di aridità.
La maggiore produzione di derivati (succhi e vino) dalla Vitis californica si ha appunto in California.